# خایو
| L6 | E9 |

| L6 | E9 |

خایو (مصری باستان: Ḫȝjw؛ ‏انگلیسی: Khayu) فرعونی پیش‌دودمانی در مصر باستان بود که بر منطقه شمال رود نیل، مصر سفلی، فرمانروایی می‌کرد. اطلاعات درباره او بسیار کم است و تنها نامش به همراه چند تن از پادشاهان مصر سفلی در سنگ پالرمو ذکر شده است. معنای نام این فرعون ناشناخته است. از آنجایی که هیچ مدرک دیگری دال بر وجود چنین حاکمی وجود ندارد، او ممکن است یک پادشاه افسانه ای باشد که از طریق سنت شفاهی حفظ شده است، یا حتی ممکن است کاملا ساختگی باشد.